# Gabriel av Monaco
Gabriel av Monaco, död efter 1357, var en monark (herre) av Monaco från 1352 till 1357.